# 针毛蕨
针毛蕨（学名：Macrothelypteris oligophlebia），为金星蕨科针毛蕨属下的一个植物变种。